# Nuussuaq

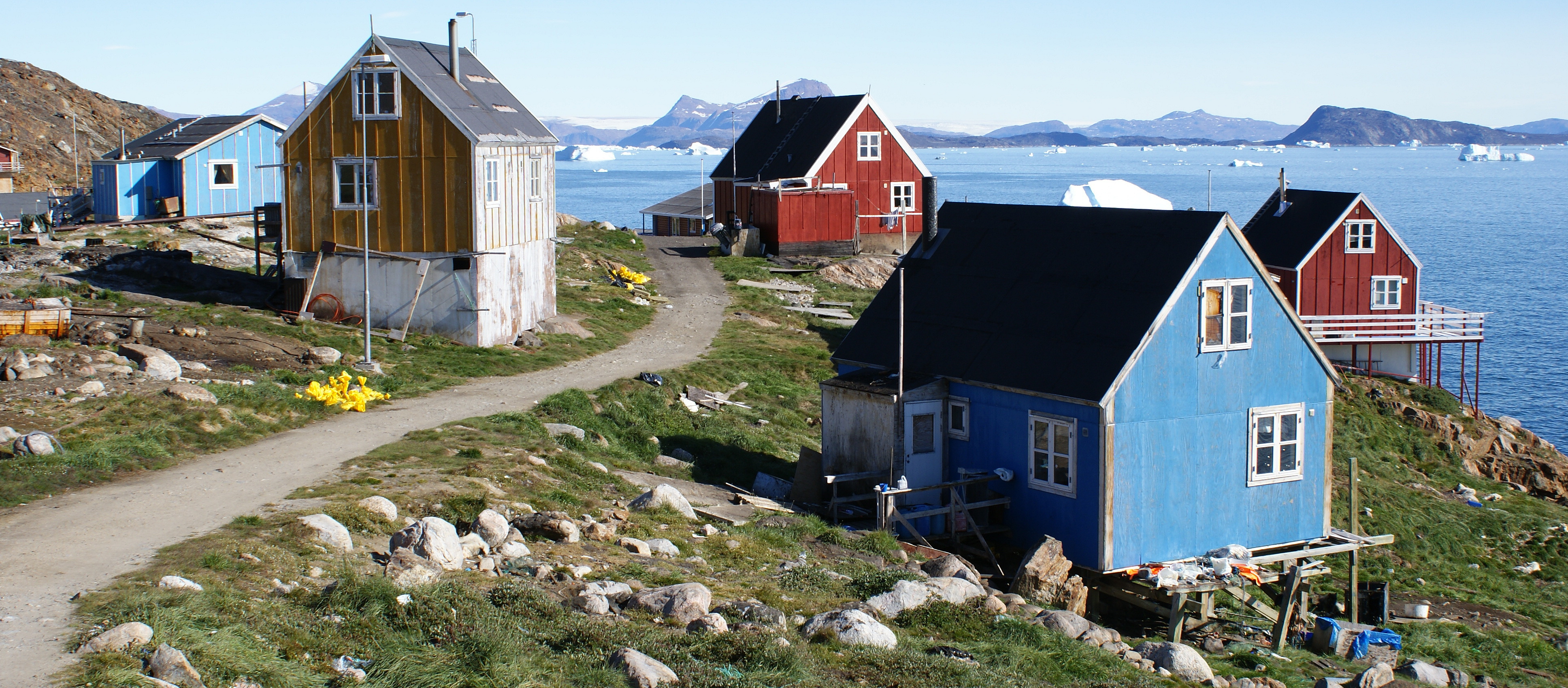
Nuussuaq

Nuussuaq (antigamente: Nûgssuaq ou Kraulshavn) é um distrito de Nuuk Península Nussuaq (Arquipélago de Upernavik), banhado pela Baía de Baffin. Foi fundada em 1923 e em 2010 tinha 204 habitantes.

## Economia
Nuussuaq depende muito da caça e da pesca. O assentamento está registado como sendo uma das 10 localidades mais pobres da Gronelândia.
A 28 de agosto de 2010 foi inaugurada uma fábrica de processamento de peixe no assentamento.

## Transporte
A Air Greenland serve o assentamento com voos bi-semanais de helicópteros para o Heliporto de Kullorsuaq e para o Aeroporto de Upernavik.

## População
A população de Nuussuaq elevou-se lentamente ao longo das duas últimas décadas, refletindo a tendência do assentamento vizinho: Kullorsuaq.